# 心叶毛蕊茶
心叶毛蕊茶（学名：Camellia cordifolia）为山茶科山茶属的植物，是中国的特有植物。分布于中国大陆的广东、广西、江西等地，生长于海拔220米至2,000米的地区，多生在山坡林缘、山谷路边、山坡林中、山顶林缘以及山坡疏林中，目前尚未由人工引种栽培。

## 异名
- Camellia connatistyla S. L. Mo et Y. C. Zhong
- Camellia cordifolia (Mets.) Nakai var. glabrisepala Ming
- 文山毛蕊茶 Camellia wenshanensis Hu